# Gouvernement Pérez Sáenz II
 La Rioja
Pérez Sáenz I Sanz I
Le gouvernement Pérez Sáenz II est le gouvernement de La Rioja entre le 8 juillet 1991 et le 10 juillet 1995, durant la IIIe législature du Parlement de La Rioja. Il est présidé par José Ignacio Pérez Sáenz.

## Composition
| Fonction                                                        | Titulaire | Titulaire                                                                              | Parti    |
| --------------------------------------------------------------- | --------- | -------------------------------------------------------------------------------------- | -------- |
| Président                                                       |           | José Ignacio Pérez Sáenz                                                               | PSR-PSOE |
| Vice-présidente                                                 |           | Elvira Borondo Mora                                                                    | PR       |
| Conseillère à la Présidence et aux Administrations publiques    |           | María del Carmen Valle de Juan                                                         | PSR-PSOE |
| Conseiller aux Finances et à l'Économie                         |           | Florencio Alonso Segura                                                                | PSR-PSOE |
| Conseiller à l'Environnement                                    |           | César de Marcos Hornos                                                                 | PSR-PSOE |
| Conseiller aux Travaux publics et à l'Urbanisme                 |           | Pedro Antonio Marín Gil (jusqu'au 21/04/1994) Alejandro Fernández de la Pradilla Ochoa | PR       |
| Conseiller à la Culture, aux Sports et à la Jeunesse            |           | Miguel Ángel Ropero Sáez                                                               | PR       |
| Conseiller à l'Industrie, au Travail et au Commerce             |           | Carmelo Fernández Herrero                                                              | PSR-PSOE |
| Conseillère à l'Agriculture et à l'Alimentation                 |           | Ana Isabel Leiva Díez                                                                  | PSR-PSOE |
| Conseiller à la Santé, à la Consommation et au Bien-être social |           | Pablo Miguel Rubio Medrano                                                             | PSR-PSOE |